# Hans Arno Joachim
Hans Arno Joachim (geboren 3. Mai 1902 in Freiburg im Breisgau; deportiert in das KZ Auschwitz am 27. März 1944, umgebracht ebda., Datum unbekannt) war ein deutscher Schriftsteller.

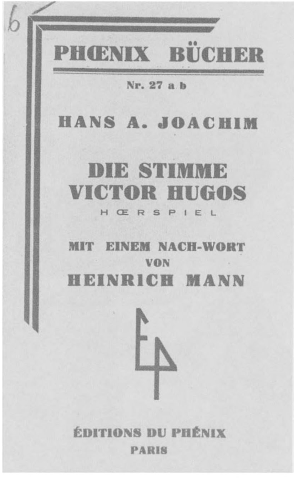
Bucheinband 1935

## Leben
Hans Arno Joachim wuchs in Freiburg auf als Sohn der Emilie Roos und des Frauenarztes Hermann Joachimcyk (* 1865, gest. 1940 im Vernichtungslager Gurs) und besuchte dort das Berthold-Gymnasium. Ab 1920 studierte er Germanistik unter anderem bei Philipp Witkop an der Universität Freiburg im Breisgau und bei Artur Kutscher an der Universität München; ab 1923 studierte er Philosophie bei Martin Heidegger in Freiburg.
1923 begann eine enge Freundschaft zwischen Joachim,  Alfred Kantorowicz und Peter Huchel, später wohnten diese drei für eine Zeit gemeinsam in einer Kleinwohnung am Bülowplatz in Berlin. 1924 publizierte Joachim in der Frankfurter Zeitung einen ersten Essay, 1929 veröffentlichte er eine erste von mehreren Arbeiten in der Neuen Rundschau.
1930 heirateteJoachim die Grafikerin Gerda Aufrichtig (gestorben 1975). Joachim gilt als Pionier des Hörspiels, 1932 wurde sein Hörspiel Der Philosoph am Fenster gesendet.
Nach der Machtergreifung der Nationalsozialisten 1933 flohen Joachim und seine Frau nach Frankreich; 1936 war er Juror beim Heinrich Heine-Preis des Schutzverbandes deutscher Schriftsteller im Ausland.
Nach Kriegsausbruch wurde Joachim in einem Internierungslager inhaftiert, aus dem er 1940 entweichen konnte, seine Frau wurde im Lager Gurs inhaftiert. Während ihr nach der Entlassung die Emigration in die USA gelang, wartete Joachim vergebens auf eine Ausreisemöglichkeit und hielt sich zunächst in Bormes, dann in Sanary auf. 1941 war Joachim erneut für kurze Zeit in Toulon inhaftiert und tauchte danach unter. Anfang 1944 wurde er im Lager Brignoles inhaftiert, von dort in das Sammellager Drancy überführt und am 27. März 1944 mit dem Konvoi Nummer 70 in das KZ Auschwitz deportiert, wo er an einem unbekannten Datum vergast wurde.
Joachims Hörspiel Die Stimme Victor Hugos wurde 1952 unter Herwart Grosses Regie für den Berliner Rundfunk produziert.

## Werke (Auswahl)

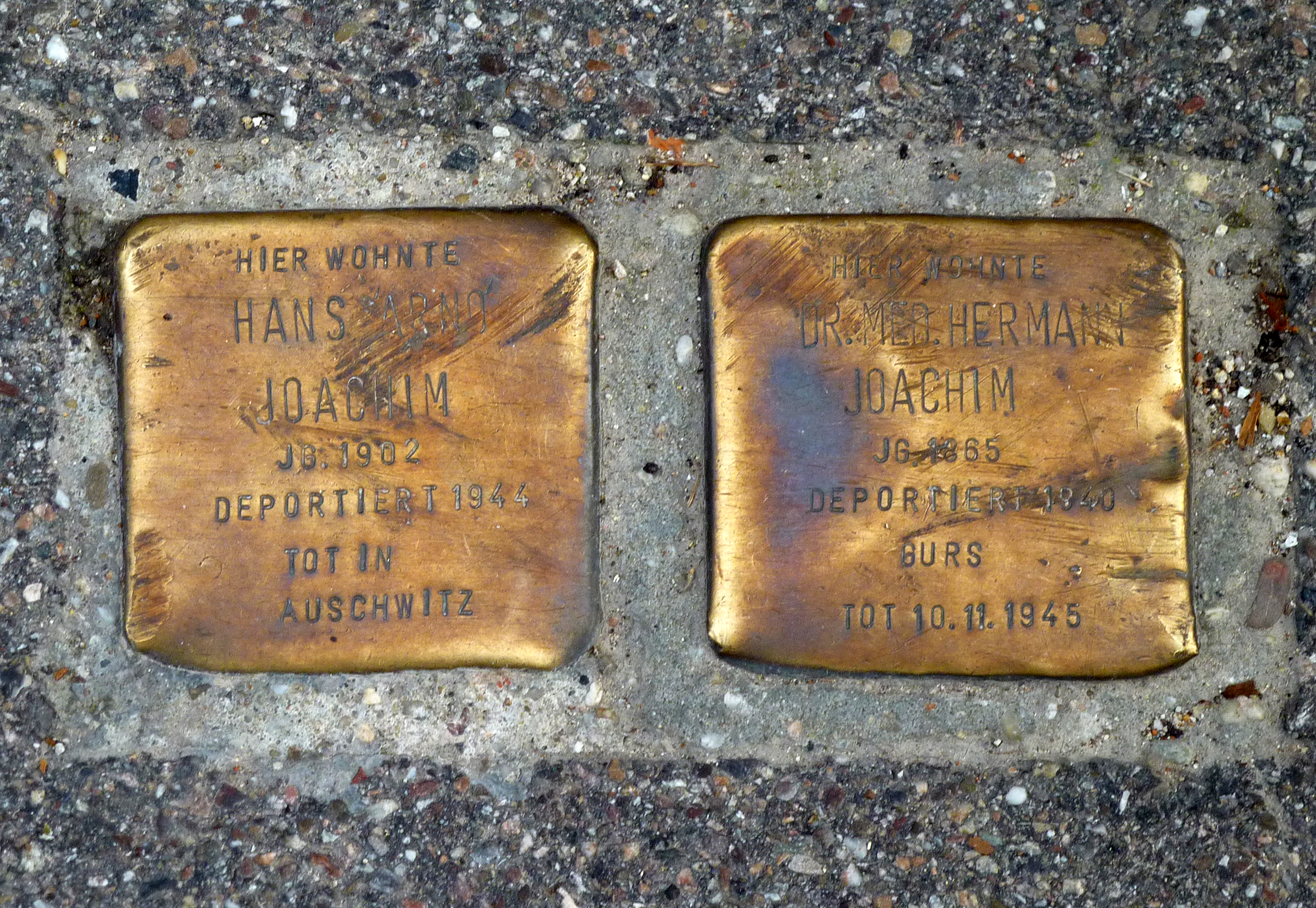
Stolpersteine für Hermann Joachim und Hans Arno Joachim in Freiburg

- Walter Gutkelch: Gedichte 1921–1929. Auswahl von Hans Arno Joachim. Waldemar Hoffmann, Berlin 1930.
- Die Stimme Victor Hugos. Hörspiel. Nachwort Heinrich Mann. Éditions du Phénix, Paris 1935. Ursendung Radio Basel 8. Dezember 1935.
- Der Philosoph am Fenster. Essays, Prosa, Hörspiele. Hrsg. von Wolfgang Menzel. Edition Isele, Eggingen 1990, ISBN 978-3-925016-52-3.